# Familismo amorale
Il familismo amorale (dall'inglese amoral familism) è un concetto sociologico introdotto da Edward C. Banfield nel suo libro The Moral Basis of a Backward Society del 1958 (trad. it.: Le basi morali di una società arretrata, 1976), scritto in collaborazione con la moglie Laura Fasano. Le tesi di Banfield sono state e sono oggetto di controversia e hanno stimolato un notevole dibattito sulla natura del familismo e sul ruolo della cultura nello sviluppo o nell'arretramento sociale ed economico.

## Studi sul campo

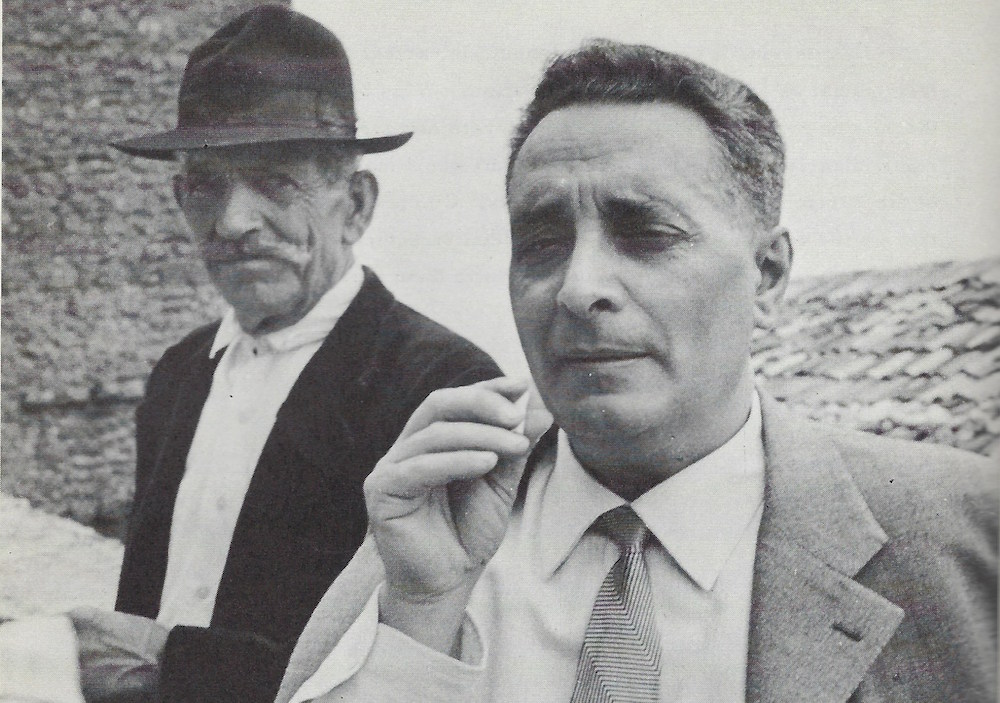
Banfield durante le sue ricerche a Chiaromonte (foto di Laura H. Fasano Banfield)

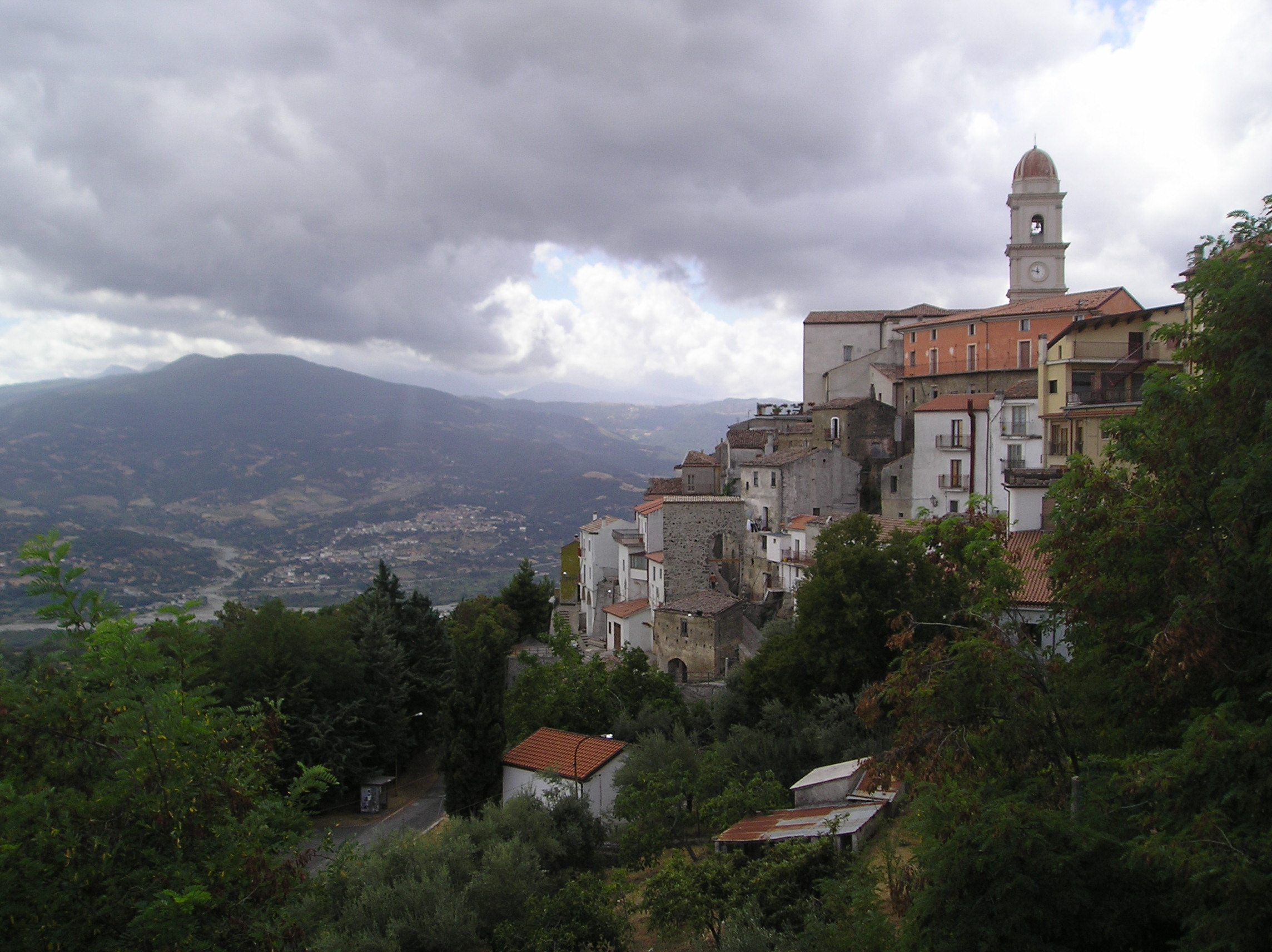
Chiaromonte (alias Montegrano), centro degli studi sul campo che portarono Banfield a enucleare il paradigma del familismo amorale

Banfield trasse spunto dai suoi studi sul campo condotti - nel corso di un viaggio nel Mezzogiorno d'Italia, svolto con l'aiuto di Manlio Rossi-Doria - presso un paesino della Basilicata in provincia di Potenza, che presentava vistosi tratti di arretratezza sotto il profilo economico e sociale (descritti nell'opera stessa), che chiamò convenzionalmente "Montegrano" e i suoi abitanti "Montegranesi". Dietro il nome fittizio era dissimulato il borgo di Chiaromonte, piccolo centro della Basilicata.
La realtà di Montegrano venne analizzata da Banfield durante nove mesi di permanenza sul campo nel biennio 1954-1955, utilizzando strumenti metodologici diversi: osservazione diretta, interviste e test psicologici a campioni rappresentativi della popolazione, dati provenienti da archivi pubblici e privati. Alcuni dei dati raccolti furono poi comparati con quelli provenienti da studi condotti su altre comunità rurali sia della provincia di Rovigo che del Kansas.

## Paradigma teorico
Il paradigma del familismo amorale nacque dallo sforzo di Banfield di capire perché alcune comunità siano socialmente ed economicamente arretrate.

### Ipotesi principale
Partendo dalla convinzione di Tocqueville che nei paesi democratici la scienza dell'associarsi sia madre di tutti gli altri progressi, e attraverso lo studio di Montegrano, l'autore arrivò a ipotizzare che certe comunità sarebbero arretrate soprattutto per ragioni culturali. La loro cultura presenterebbe una concezione estremizzata dei legami familiari che va a danno della capacità di associarsi e dell'interesse collettivo. Gli individui sembrerebbero agire come a seguire la regola: "massimizzare unicamente i vantaggi materiali di breve termine della propria famiglia nucleare, supponendo che tutti gli altri si comportino allo stesso modo".
Sarebbe dunque questa particolare etica dei rapporti familiari la causa dell'arretratezza. L'autore la denominò familismo amorale. Familismo perché l'individuo perseguirebbe solo l'interesse della propria famiglia nucleare, e mai quello della collettività, che richiede cooperazione tra non consanguinei. A-morale perché seguendo la regola si applicano le categorie di bene e di male solo tra familiari, e non verso gli altri individui della comunità. L'amoralità non sarebbe quindi relativa ai comportamenti interni alla famiglia, ma all'assenza di ethos comunitario, all'assenza di relazioni sociali morali tra famiglie e tra individui all'esterno della famiglia.

### Conseguenze sulla società
Dalla regola generale l'autore derivò alcune implicazioni logiche, che descriverebbero gli effetti di tale comportamento specialmente riguardo alla gestione del bene pubblico e alla vita politica. Se ne riporta un elenco sintetico e incompleto rimandando all'opera per l'approfondimento. Secondo l'autore, in una società di familisti amorali:
- nessuno perseguirà l'interesse comune, salvo quando ne trarrà un vantaggio proprio;
- chiunque, persona o istituzione, che affermerà di agire nell'interesse pubblico sarà ritenuto un truffatore;
- solo i pubblici ufficiali si occuperanno degli affari pubblici, perché pagati per farlo, i cittadini non se ne occuperanno e se lo facessero verrebbero mal visti;
- i pubblici ufficiali saranno poco controllati, perché farlo è affare di altri pubblici ufficiali soltanto;
- i pubblici ufficiali non si identificheranno con gli scopi dell'organizzazione che servono, e i professionisti mostreranno una carenza di vocazione o senso della missione; entrambi useranno le proprie posizioni e le loro particolari competenze come strumenti da usare contro il prossimo per perseguire il proprio vantaggio personale;
- il pubblico ufficiale tenderà a farsi corrompere, e se anche non lo farà sarà comunque ritenuto corrotto;
- non ci sarà alcun collegamento tra i principi astratti, politici o ideologici, e il concreto comportamento quotidiano;
- la legge sarà trasgredita ogni qual volta sembrerà possibile evitarne le conseguenze;
- il debole vedrà con favore un regime autoritario che mantenga l'ordine con mano ferma;
- sarà difficile creare e mantenere una qualsiasi organizzazione, perché ciò richiede una certa dose di disinteresse personale e identificazione e lealtà verso l'interesse dell'organizzazione;
- non vi saranno né leader né seguaci, poiché nessuno sarà interessato a sostenere l'impresa, tranne se motivato da interesse personale;
- il voto verrà usato per assicurarsi vantaggi materiali di breve termine, più precisamente per ripagare vantaggi già ottenuti, non quelli semplicemente promessi;
- oppure il voto verrà usato per punire coloro da cui ci si sente danneggiati nei propri interessi, anche se quelli hanno agito per favorire l'interesse pubblico;
- gli iscritti ai partiti tenderanno a rivendersi a partiti più favoriti, determinando l'instabilità della forze politiche.

Anche l'economia subirebbe conseguenze devastanti. Se per migliorare le attività economiche occorrono investimenti e mezzi che nessuna singola famiglia, ma solo un gruppo, può permettersi, la mancanza di cooperazione tra non consanguinei impedisce di fare quegli investimenti e acquisire quei mezzi, bloccando l'economia al minimo della sopravvivenza.
L'intera dimensione associativa risulterebbe danneggiata. L'autore rilevava a Montegrano pressoché l'assenza di forme associazionistiche, anche di beneficenza, nonostante a suo parere vi fosse la possibilità materiale di realizzarle.

### Alcune credenze
Secondo l'autore, l'adulto di Montegrano avrebbe particolari credenze alle quali è collegata la convinzione descritta dall'ipotesi principale. Il Montegranese non si considera un "ego", ma un "genitore", e crede che il suo scopo sia quello di lottare per allevare i figli e condurli sulla retta via fino a che si formeranno una propria famiglia. La famiglia è per lui quella nucleare, composta dai soli genitori e figli, mentre i parenti di grado superiore non sono considerati veri famigliari. La lotta gli appare impari e aspra, e i risultati sempre precari. Poiché da un lato una Natura incontrollabile annulla ogni sforzo con le sue continue calamità (es. malattie). E dall'altro gli estranei, che vede come competitori o addirittura potenziali nemici di cui si può soltanto diffidare, creano il loro vantaggio a danno della famiglia. Quindi questo genitore può ritenere necessario compiere azioni anche ingenerose e ingiuste, ovvero colpire per primo, se sente minacciato l'interesse della propria famiglia. E infatti ritiene la giustizia, cioè il dare agli altri quanto loro dovuto, un lusso che non si può permettere. E conosce solo due tipi di bene: quello che pratica coi suoi famigliari, consistente nel perseguire l'interesse della famiglia, e quello che si attende dagli estranei, che consiste nel non danneggiare la sua famiglia.

### Le cause
Secondo l'autore, l'etica del familismo amorale verrebbe prodotta da molte e interagenti cause, come le condizioni ambientali di miseria e degrado. Ma alcune gli sembrano più significative di tutte.
- L'alta mortalità degli adulti, capace di annientare una famiglia lasciando gli orfani in balia di un futuro gramo. Essa fomenterebbe la paura della morte prematura e il senso di precarietà dei successi ottenuti.
- La famiglia nucleare, prevalente a Montegrano. Essa produrrebbe un senso d'isolamento e precarietà, perché alla morte di un genitore non vi sarà alcun altro parente che possa rilevarne il ruolo. Inoltre impedirebbe di apprendere la cultura della cooperazione organizzata, secondo l'autore tipica invece delle famiglie estese della provincia di Rovigo.
- Il microfondo, prevalente a Montegrano, destinato a ulteriore frantumazione per successione. Insufficiente a sostenere anche una sola famiglia, esso impedisce lo sviluppo della famiglia estesa.
- L'educazione dei bambini. Troppo permissiva specie nei primi anni, li spingerebbe all'egoismo e a divenire da adulti eterni bambini egoisti. Basata poco sul premio e molto sulla punizione, una punizione poco connessa ai concetti di bene e male e più legata al capriccio del genitore, inculcherebbe nel bambino l'idea che ogni potere sia capriccioso, germe del fatalismo sociale dell'adulto.

### Applicazione del modello ad altre comunità
Nell'opera l'autore scrisse di non avere competenza per affermare quanto Montegrano fosse rappresentativa del resto dell'Italia Meridionale, ma gli pareva da certi indizi che potesse costituire un modello per altre aree dell'Italia Meridionale, come del Mediterraneo e del Medio Oriente.

## Fortuna e commenti
La teoria del familismo amorale è stata ed è tuttora oggetto di controversie.
Inquadramento storico 
Storicamente essa s'inquadra in una serie di ricerche condotte da studiosi anglosassoni nell'area dell'Europa Meridionale (nelle note del suo libro Banfield cita diversi studi condotti in Italia, Francia e Spagna da altri autori, nonché scambi epistolari intrattenuti con alcuni degli stessi). E viene considerata da alcuni un esempio del vecchio approccio dell'antropologia culturale anglosassone verso le culture dell'Europa Meridionale.
Silverman: critiche nel primo decennio 
In un articolo del 1968 Sydel F. Silverman riassunse le principali critiche mosse alla teoria di Banfield nel primo decennio dalla pubblicazione.
Alcune riguardavano la qualità dello studio: insufficiente nelle descrizioni, debole nell'analisi, non generalizzabile ad altre aree del Mediterraneo rurale senza la conferma di altri studi indipendenti. Altre riguardavano il nucleo della teoria (il fattore culturale inteso come causa):
- l'etica non può causare né spiegare un insieme di comportamenti; sarebbero le condizioni materiali di vita a spiegare i comportamenti;
- l'etica familismo amorale non può essere causa dell'arretratezza di una comunità; sarebbe l'arretratezza a causare quell'etica;
- anche ammettendo l'ethos come causa di comportamenti sociali, dall'analisi di un comportamento si potrebbero derivare più regole etiche che lo spieghino, non solo quella definita dall'autore.

Silverman aggiungeva che tra gli studiosi dell'Italia Meridionale il lavoro di Banfield veniva considerato da molti verosimile nelle descrizioni, e il familismo amorale poteva quindi essere usato per descrivere un certo tipo di cultura rurale meridionale, ma errato nell'analisi. La causa di quell'ethos andava ricercata nella organizzazione agricola e nella struttura sociale, non viceversa.
Interpretazione estensiva 
L'autore della teoria non definì con precisione il campo geografico al quale si potesse applicare la teoria, oltre ai limitati luoghi di studio. Tuttavia, ad un livello giornalistico e di senso comune, la generalizzazione è spesso tale da estendere il concetto a molta parte delle culture dell'Europa meridionale e dell'area mediterranea.
La critica di Sciolla: uno stereotipo 
Della teoria familistica di Banfield ha parlato criticamente la sociologa Loredana Sciolla nel suo testo "Italiani, stereotipi di casa nostra" la quale - secondo la sintesi fatta da Pierluigi Fornari su L'Avvenire del 15 gennaio 2010 - ha sostenuto che "nella storia la nostra cultura relazionale, al cui centro c'è anche la famiglia, ha originato un fiorire di confraternite e associazioni così come la tradizione forte dell'autonomismo locale".
Alesina, Ichino: sottosviluppo economico 
In "L'Italia fatta in casa" gli economisti Alberto Alesina e Andrea Ichino riassumono la teoria, la illustrano, e la considerano significativa per spiegare il sottosviluppo economico e sociale di certe aree d'Italia, come pure altri problemi tipici del Paese (per esempio le cosche mafiose).
Loffredo: sulla Sicilia 
Secondo l'analisi di Rodolfo Loffredo, la teoria di Banfield sul familismo amorale, elaborata e applicata ad un paesino della Lucania nel 1958 può subire adattamenti di zona in zona. In Sicilia - città incluse, vista l'estrema mobilità delle persone - la "famiglia amorale" non è quasi mai più limitata alla famiglia nucleare (soli genitori e figli) ma è una forma familiare allargata a fratelli, cugini e ad affini acquisiti con altro cognome, più altri acquisiti non imparentati cooptati nella famiglia per comunione di interessi e fedeltà. Dalla famiglia amorale così definita possono essere inoltre esclusi alcuni consanguinei stretti che vengono rimossi dal quadro familiare, con i quali non si collabora e non ci sono scambi o mutuo soccorso, ma che possono persino essere osteggiati o combattuti. Comportamenti e sentimenti descritti da Banfield come familismo amorale sono comuni in Sicilia tra le classi colte e dirigenti.
In Sicilia, la forma famiglia amorale e l'essenza stessa del familismo amorale - e del familismo mafioso - non impediscono forme produttive di crescita e accumulazioni di profitti e ricchezze anche ingenti, in certi casi sovranazionali. Qui il semantema familismo amorale slitta e si sovrappone al contiguo familismo mafioso: al di là dei grandi fatti di mafia, l'amoralità mafiosa o paramafiosa si esprime nel quotidiano, nel sentire e giudicare come nel rapportarsi con gli altri.